# Dormición (botánica)
La dormición se considera como uno de los factores internos (no depende del medio) que afectan a las semillas en referencia a su germinación.

## Definición
Se considera por tal la falta de germinación que presentan las semillas viables de algunas especies ortodoxas, ante condiciones favorables de humedad, temperatura, aireación, y en algunos casos, iluminación.
Las principales causas son las siguientes:
- Embriones rudimentarios: son morfológicamente inmaduros.
- Inmadurez fisiológica: son morfológicamente maduras pero carecen de las enzimas metabólicas necesarias para iniciar la respiración.
- Resistencia mecánica (nuez, almendra...) por un endocarpo lignificado.
- Tegumentos impermeables a la entrada de agua, oxígeno o dióxido de carbono, todos ellos componentes necesarios para que se dé la germinación.
- Presencia de inhibidores. Generalmente, se trata de fenoles, que al entrar el oxígeno en la semilla lo absorbe formando cetonas, e impidiendo de esa forma que se inicie la respiración.

## Casos y tratamientos para eliminarla
En el caso de embriones rudimentarios (p.ej. familia Orchidaceae), cuando se produce la diáspora (dispersión) la semilla tiene un escaso número de células, consiguiendo con ello que no todas las semillas germinen a la vez, dispersándose en el tiempo y resistiendo así a épocas de condiciones desfavorables. En este tipo de semillas, se realizan cultivos in vitro para lograr su germinación, con aporte de hormonas y sustancias nutritivas que permitan la maduración).
La inmadurez fisiológica se da por carencias de ATPasas, enzimas del catabolimos almidoxiano, etc. Por ello, se añaden reguladores del crecimiento, principalmente ácido giberélico (GA3) y citoquininas (sobre todo zeatina).
En casos de resistencia mecánica o impermeabilidad (p.ej. algunas leguminosas de la familia Fabaceae que generan semillas duras), esta debe ser eliminada reduciendo el grosor del tegumento mediante procesos de abrasión mecánica (raspando la semilla con arena o cantos rodados) o escarificación (realizarle una pequeña incisión por la que puedan circular agua, oxígeno y dióxido de carbono).
En algunos casos, la dormición se genera por la presencia de inhibidores, como en el caso de la semilla del melón (Cucumis melo L.) que incluso en condiciones favorables no germina por la presencia de inhibidores en la pulpa. Para evitar esto, es necesario un lavado (en el caso de que los inhibidores sean solubles en agua) de los mismos o la incorporación de reguladores del crecimiento. Otro ejemplo es el de los lupinos (Lupinus albus L.).